# Reinicke & Rubin
Reinicke & Rubin in Magdeburg war ein überregional tätiger Verlag, der seit 1898 mehrere zehntausend fortlaufend nummerierte Ansichtskarten in verschiedenen Drucktechniken vertrieb. Gesellschafter waren die Witwe Catharina Reinicke, geb. Rubin, und Heinrich Rubin. Im Ersten Weltkrieg (1915) stellte der 1910 nach Dresden gewechselte Verlag seine Arbeit ein. Als Nachfolger trat ab 1920 der  Ansichtskartenverlag H. Rubin & Co., Dresden-Blasewitz (später Dresden-Loschwitz) in Erscheinung, der auch die Nummierung der herausgegebenen Ansichtskarten fortsetzte. Die Löschung der Firma im sächsischen Handelsregister erfolgte 1936.

## Geschichte

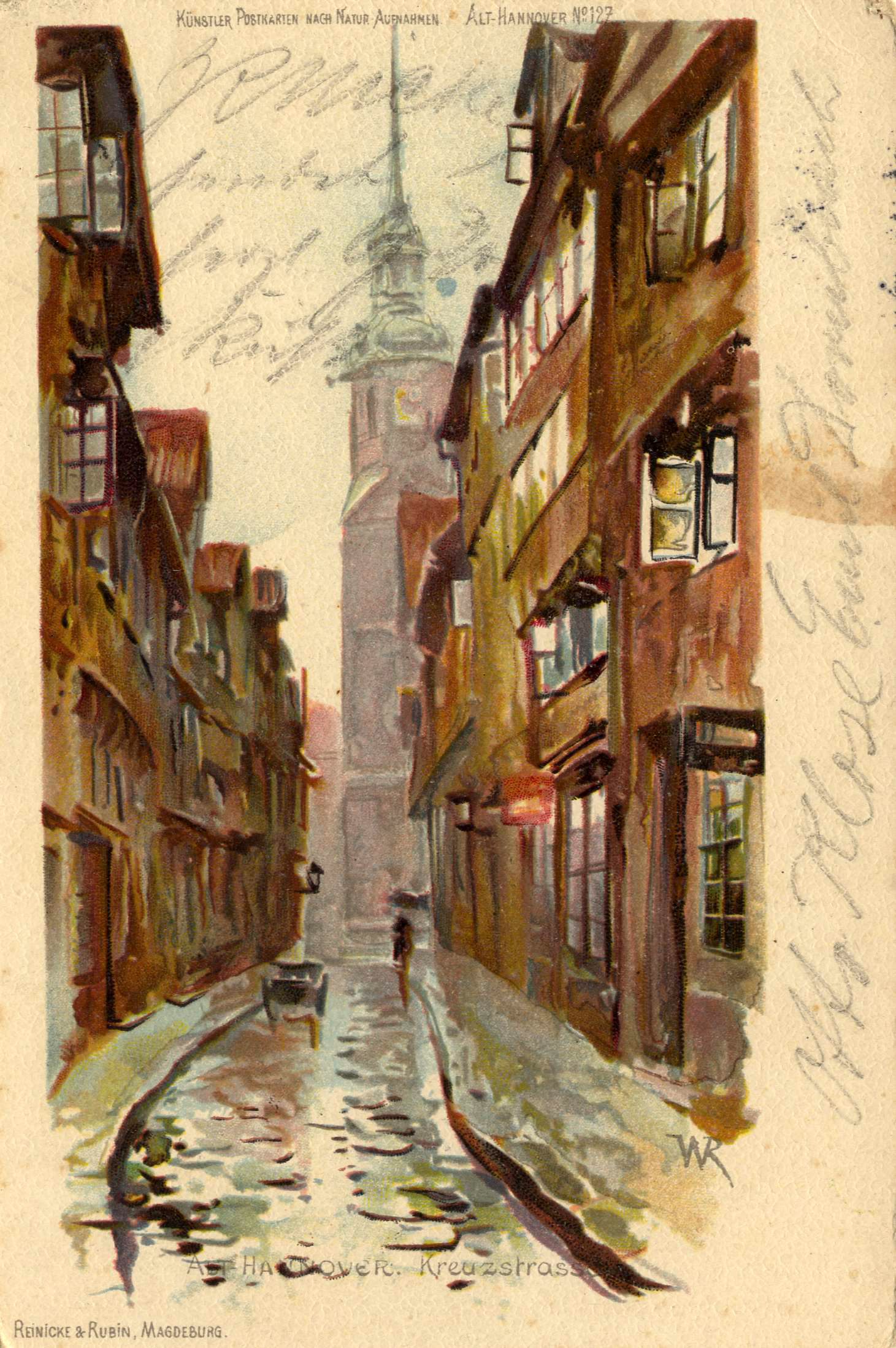
„Künstler Postkarten nach Natur Aufnahmen, Alt-Hannover No. 127“,
von „MR“signierte Lithografie

Der Verlag erwarb bereits am Ende des 19. Jahrhunderts die Rechte zur Reproduktion von Werken verschiedener Künstler. So ließ sich etwa aus der Serie „Alt-Hannover“ eine lithografierte Ansichtskarte mit der laufenden „No. 127“ und der Künstlersignatur „MR“ ermitteln, die schon Anfang 1900 von Hannover aus versandt worden ist. Der Aufdruck „Künstler Postkarten nach original Aufnahmen“ lässt allerdings offen, ob das Kunstwerk direkt vor dem jeweiligen Original-Schauplatz entstanden ist oder erst mittels eines fotografischen Abzugs andernorts, etwa direkt am Sitz des Unternehmens, künstlerisch verarbeitet wurde.
Der Verlag kaufte um 1900 Werke an. Von Fotografen wie etwa dem in Dresden ansässigen „Alexander Matthaey K. S. Hofphotograph“. So ist beispielsweise das Kreismuseum Bitterfeld im Besitz eines Papierabzuges auf Pappe von einem Original des Fotografen, das rechts und links auf dem Papprand weiterführende Zeichnungen zum Originalfoto aufweist. Die um 1900 entstandene Fotografie diente dann als Vorlage für eine 1907 durch den Verlag veröffentlichte Ansichtskarte.
Darüber hinaus finden sich bei Europeana, die bisher insbesondere von Bibliotheken aus Polen mit Digitalisaten beschickt worden ist, kolorierter Ansichten sowie in schwarzweißer Ausführung.

Nr. 956: Weißenfels mit Schloss Neu-Augustusburg, Chromolithografie
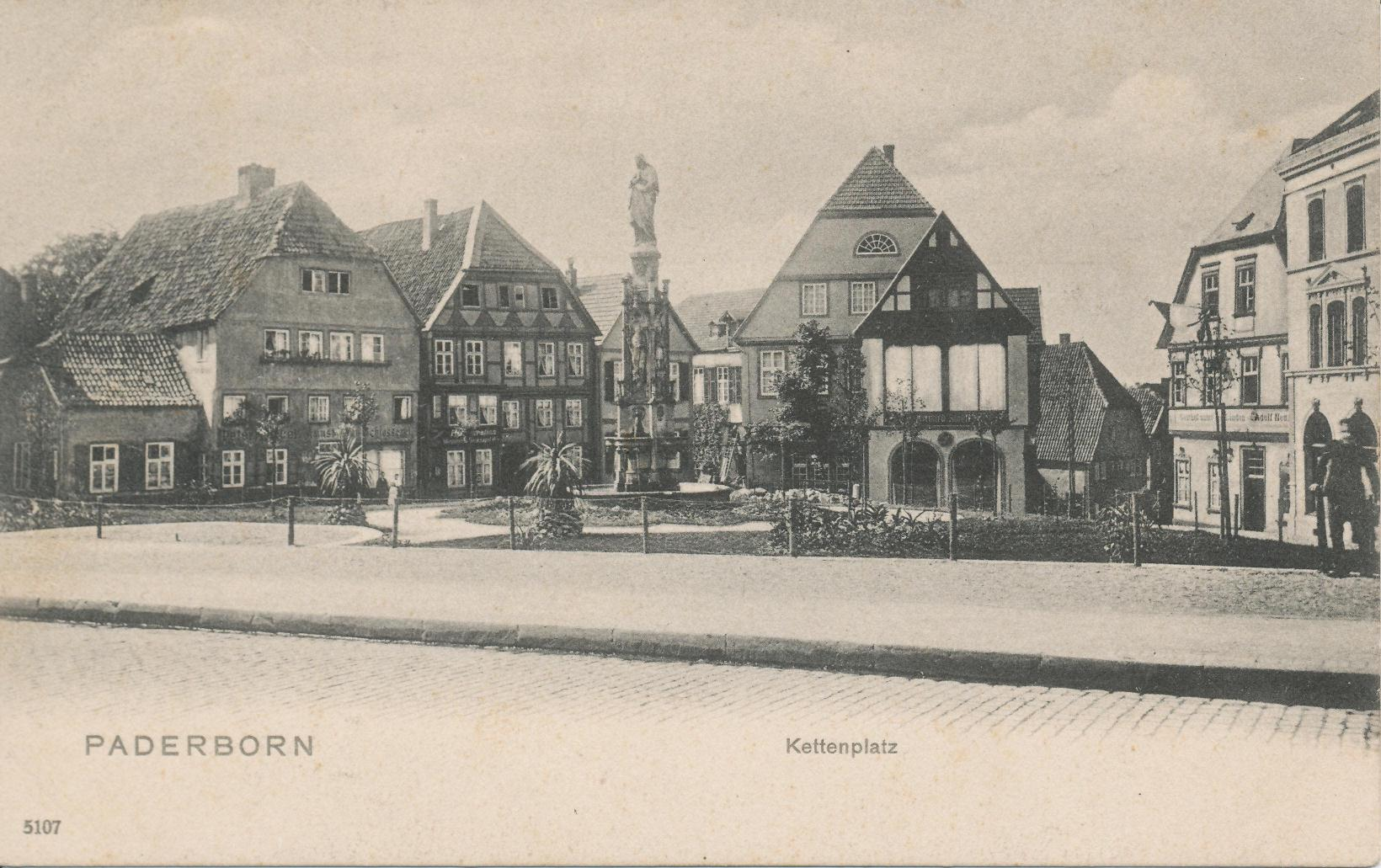
Nr. 5107: Paderborn Kettenplatz
Nr. 12114: Altenessen, Zeche Neuessen, kolorierter Lichtdruck
Nr. 23328: Osterfeld, Zeche Vondern in Vonderort, Druck in schwarz-weiß